# Río Cedrino
El Cedrino (en sardo Tzedrinu) es un río situado en la provincia de Nuoro, en el centro-este de Cerdeña. Grazia Deledda menciona este río en varias de sus novelas, entre ellas, Cañas al viento.
Según el historiador Vittorio Angius, el nombre (Cedrus, Cedrinus, ya mencionado por Ptolomeo) derivaría de la abundante presencia de plantas de cedro ya en la época romana.

## Historia

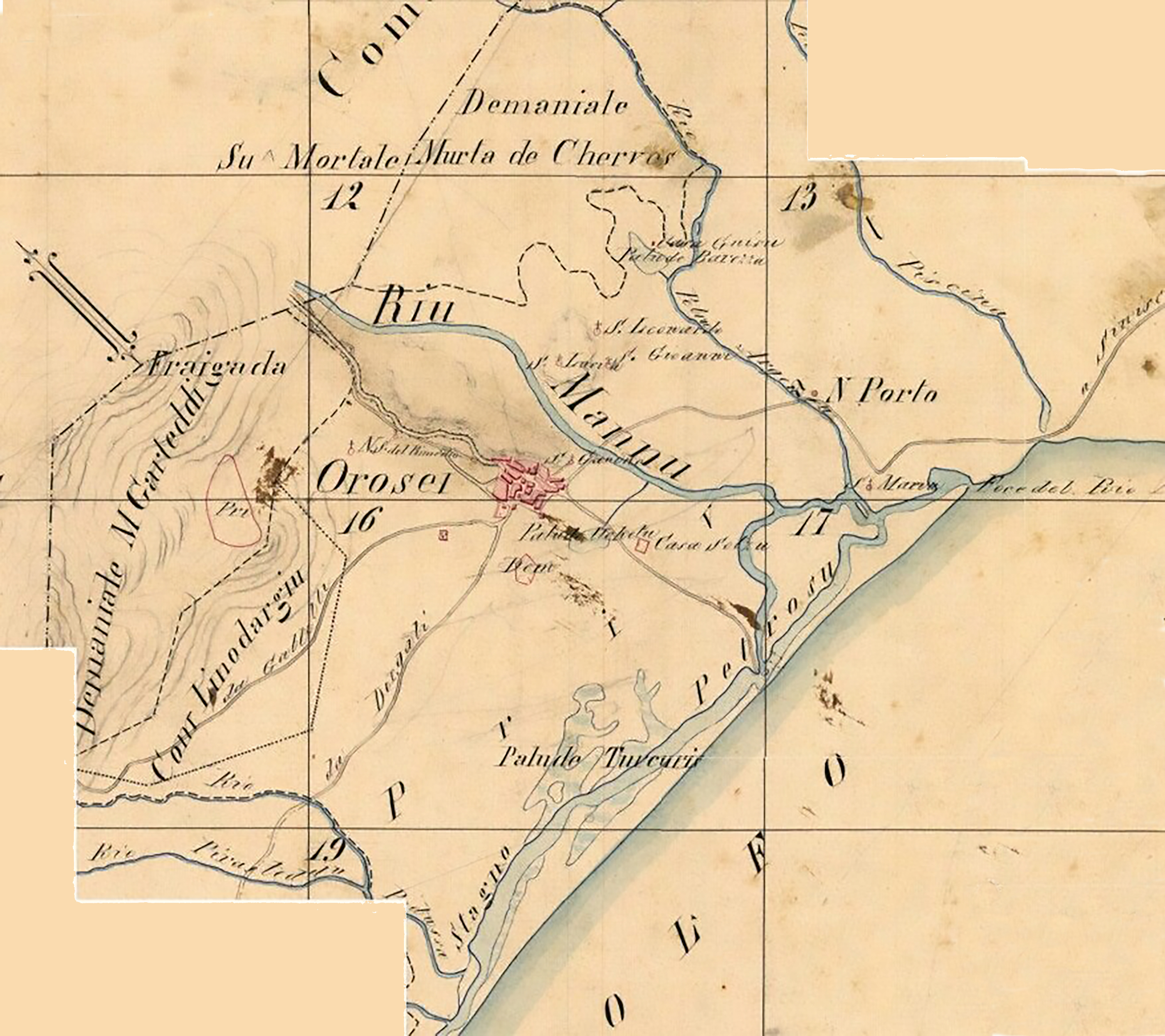
Cartografía antigua de Orosei (1845). Se observa el río Cedrino, nombrado como Riu Mannu.

El Cedrino ya era conocido en la época de Claudio Ptolomeo. De hecho, el geógrafo alejandrino menciona el Cedrino por primera vez en el siglo II d.C., al describir la costa oriental de Cerdeña. Él indica la ubicación exacta de las desembocaduras cerca de Orosei. Al registrar el nombre antiguo del río, los diferentes códices lo mencionan como Kaidrios, Kaìdros, Kédriou, Kédrios, pero según Attilio Mastino debería corregirse a Kedrìnu.
El antiguo nombre del curso de agua sugiere un valle caracterizado por un entorno muy diferente al actual, con intensos cultivos de cítricos, en particular de cedros. El ambiente actual sería coherente con las características geo-pedológicas de la baja valle aluvial que precede la desembocadura; aún hoy son relativamente comunes los cultivos arbóreos, en particular los huertos de cítricos, con variedades peculiares de estas áreas como la que se llama localmente Pompía (del género Citrus), ejemplo de un cultivo que con el tiempo se ha asilvestrado y posteriormente recuperado.
Este vínculo con los cedros, no por casualidad, también está relacionado con los nombres con los que, en el pasado, el río era conocido por la población.
Antes de los diques construidos a principios del siglo XX, la llanura era un gran delta, parcialmente pantanoso, en el cual el río desembocaba en el mar dividido en dos ramales: uno, que coincidía aproximadamente con el cauce actual, conocido como "Riu Mannu" es decir, "Río Grande", y otro que bordeaba al noroeste la colina de Santa Lucía y se llamaba "Baddaranza", es decir, "Cedro".

## Recorrido
El Cedrino nace en las laderas del monte Fumai (1316 m s.n.m.) y del monte Novo San Giovanni, en el macizo del Gennargentu, cerca del Supramonte de Orgosolo, donde es conocido como río Boloriga.
Después de un recorrido tortuoso de 80 km, desemboca en el mar Tirreno a la altura de Orosei con una desembocadura en estuario cerrada en los períodos de sequía por un cordón litoral arenoso que forma en el área trasera una zona pantanosa particularmente rica en fauna. Es el quinto río más largo de Cerdeña y es especialmente rico en agua.

## Lago Cedrino

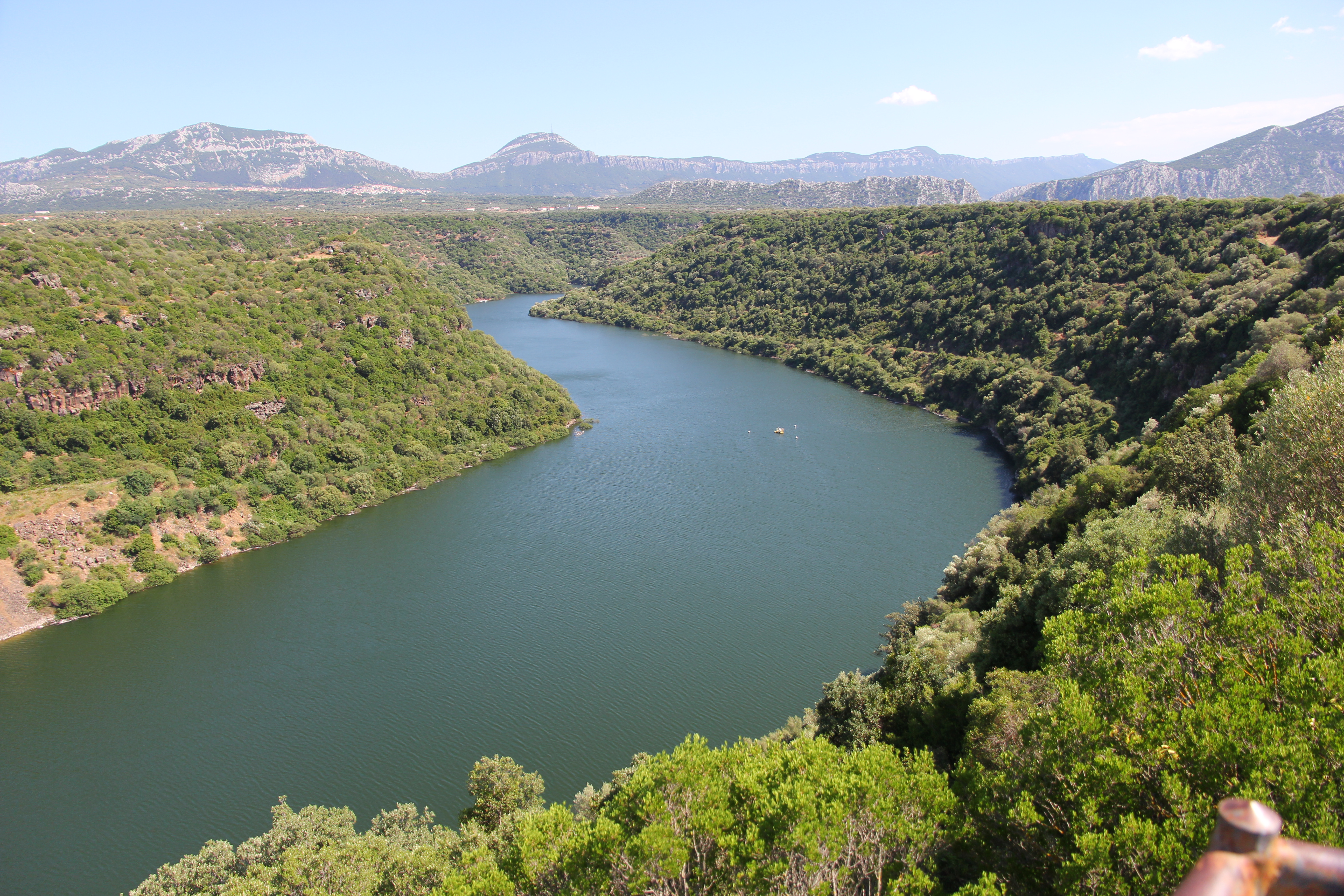
El lago Cedrino

En el pasado, sus crecidas eran motivo de preocupación y peligro hasta que en 1964 comenzaron las obras para la construcción de una presa en la localidad de Pedra 'e Othoni, cerca de Dorgali, en las laderas de los montes Tului y Bardia, creando un embalse artificial de aproximadamente 0,95 km², utilizado también para riego: el lago del Cedrino.
Sobre el lago pasa el Puente de Iriai.

## Afluentes
Sus principales afluentes son:
- Riu su Sologo (desde la izquierda)
- Riu de su Grumini (desde la izquierda)
- Riu Isalle (desde la izquierda)
- Riu Santa María (desde la izquierda)
- Riu Vittoria (desde la izquierda)
- Riu Frummeneddu (desde la derecha)